# La Derecha del Ensanche
La Derecha del Ensanche (en catalán, la Dreta de l'Eixample, a veces referido como "Quadrat d'or") es uno de los seis barrios que componen el distrito del Ensanche de la ciudad de Barcelona. Alberga algunos de los principales lugares de interés de la ciudad, como la Plaza de Cataluña o el Paseo de Gracia, y una de las mayores muestras de arquitectura modernista. El barrio se extiende desde la Calle de Balmes hasta el Paseo de San Juan. 
El barrio, tal y como se constituye en la actualidad, fue levantado por la burguesía catalana mediante la adquisición de parcelas y la construcción de edificios de estilo modernista y neoclásico, muchos de los cuales albergaban las residencias de una parte de la clase alta de la ciudad. 
La Derecha del Ensanche es uno de los barrios de Barcelona con mayor renta per cápita. Está formado por residentes de alto poder adquisitivo, tradicionalmente de la burguesía catalana. Más recientemente, el barrio se ha convertido en una de las zonas más atractivas para inversores extranjeros y firmas de lujo. 